# Torres Portugal, Espanha e Itália
Torres Portugal, Espanha e Itália eram edifícios da cidade brasileira de São José do Rio Preto. A torre Itália desmoronou e logo após, as outras foram implodidas.

## História
Em 16 de outubro de 1997, aconteceu um dos episódios mais trágicos da história da cidade, sem vítimas fatais, mas que trouxe grandes prejuízos aos proprietários dos prédios envolvidos e ao erário público, alterou diretamente o cotidiano de dezenas de pessoas e repercutiu por toda a imprensa nacional e internacional.
A queda da torre Itália e a implosão das torres Portugal e Espanha do mesmo condomínio, que ficaram popularmente conhecidas como “Torres Gêmeas Rio-pretenses”.Um conjunto de três edifícios de alto padrão em uma área nobre da cidade que começaram a ser construídos em 1985, na Avenida Bady Bassitt.
Por volta de 2:30 da manhã, moradores da torre Itália acordam com estouros dos vidros de seus apartamentos. As 5:51, o corpo de bombeiros foi acionado que retirou, em uma operação histórica, 65 famílias das residências em um raio de 150 metros. O último morador da tirado as 6:00 da manhã, cinco minutos depois a torre desabou.
Em 23 de abril de 1998, a justiça determinou a implosão imediata das torres Portugal e Espanha. Em 29 de abril de 1998, São José do Rio Preto parou para ver a implosão das torres. A imprensa do Brasil inteiro se concentrou na Avenida Bady Bassitt para ver o "espetáculo", milhares de pessoas lotaram a avenida para ver. As 11 horas da manhã soa o alarme para a implosão, e em 15 segundos toneladas de tijolos vão ao chão da avenida.